# عملية طولكرم (2023)
عملية طولكرم أو هجوم حرميش هو هجوم فلسطيني بإطلاق النار نفذته "كتيبة طولكرم العسكرية - مجموعة الرد السريع" بتاريخ 30 مايو 2023 عند مدخل مستوطنة حرميش الواقعة في شمال محافظة طولكرم بالضفة الغربية، حيث أدى الهجوم إلى مقتل مستوطن إسرائيلي، ووصفت إسرائيل العملية بأنها "عملية خطيرة ومختلفة"، وقد جاءت العملية في أعقاب اغتيال إسرائيل بتاريخ 6 مايو 2023 لفلسطينيين اثنين من عناصر كتيبة طولكرم بعد الاشتباك معهما في مخيم طولكرم.

## خلفية الهجوم
في 6 مايو 2023 نفذت القوات الإسرائيلية الخاصة في الصباح الباكر عملية عسكرية لها في مخيم طولكرم بمدينة طولكرم واغتالت فلسطينيين اثنين من عناصر كتيبة طولكرم بعد الاشتباك معهما وهما "سامر صلاح الشافعي" (22 عامًا) و"حمزة جميل خريوش" (22 عامًا)، حيث اتهمتهم إسرائيل بتنفيذ عدة عمليات إطلاق نار صوب الحواجز والمستوطنات والمركبات الإسرائيلية في منطقة طولكرم، كما كانت القوات الإسرائيلية قد قامت قبلها باغتيال أمير أبو خديجة (24 عامًا) بتاريخ 23 مارس 2023 وهو مؤسس وقائد مجموعة الرد السريع - كتيبة طولكرم.

## تفاصيل الهجوم
عند ظهر يوم 30 مايو 2023 قامت خلية عسكرية مسلحة تتبع "لكتيبة طولكرم العسكرية - مجموعة الرد السريع" بتنفيذ هجوم إطلاق نار بواسطة سيارة ومن خلال بنادق من طراز إم 16 على سيارة مستوطن إسرائيلي عند مدخل مستوطنة حرميش شمال محافظة طولكرم، وقد قتل المواطن الإسرائيلي "مئير تماري" (32 عامًا) وهو من سكان المستوطنة حينما كان بداخل سيارته، وانسحب المنفذين من الموقع.
كانت نجمة داوود الحمراء والقوات الطبية العسكرية الإسرائيلية التي تم استدعاؤها إلى مكان الهجوم قد قدمت الإسعافات الأولية للمستوطن الإسرائيلي ثم نقلته على الفور بطائرة مروحية إلى مستشفى هيلل يافه في الخضيرة القريبة، ليُعلن عن وفاته في المستشفى هناك.
فور الهجوم فقد بدأت قوات الجيش الإسرائيلي بعملية بحث عن منفذي العملية، واقتحمت القوات الإسرائيلية البلدات الفلسطينية المجاورة كقفين وباقة الشرقية في إطار عمليات التمشيط بحثًا عن أية أدلة حول المنفذين، حيث أشارت تقديرات الجيش الإسرائيلي بأن المفذين فروا بعد العملية إلى طولكرم ومخيماتها.

## كتيبة طولكرم تتبنى
عقب الهجوم وفي ذات اليوم 30 مايو 2023 فقد أعلنت مجموعة الرد السريع بكتيبة طولكرم مسؤوليتها عن الهجوم، وقالت الكتيبة في بيانها إلى أنّ "هذه العملية وغيرها لن تكون الرد الشافي على شهدائنا حتى الآن".

## ردود الفعل
إسرائيل:
- نقلت القناة السابعة الإسرائيلية عن ضابط في الجيش الإسرائيلي قوله "إن العملية تختلف عن سابقاتها من عمليات إطلاق النار التي تتم من بعيد، وخلية منظمة تقف خلفها وخططت لها جيدًا".[1][9]

- تفقد يوسي دغان رئيس مجلس مستوطنات شمال الضفة الغربية موقع العملية، ووجه انتقادًا حادًا للجيش الإسرائيلي قائلًا "لو كان الحاجز نشطًا، لكان من الممكن تفادي الهجوم.. هذا الحاجز أزيل سابقًا بسبب الضغط الدولي على الحكومة الإسرائيلية"،[10] وأضاف دغان "أعيدوا الحواجز فورًا.. إنهم يصطادوننا مثل البطّ".[11]

- قال الرئيس الإسرائيلي يتسحاق هرتسوغ: "قلبي يتألم لمقتل الراحل مئير تماري على يد إرهابيين حقيرين في الهجوم المروع في شمال السامرة. انتهى مئير وعائلته للتو من بناء منزلهم في حرميش، وهو منزل بناه بيديه ولن يُسمح له بالعيش فيه. نرسل تعازينا لأسرته وأحبابه في أوقاتهم الصعبة هذه، وندعم قوات الأمن التي نحن على يقين من أنها ستصل إلى حساب المسؤولين عن القتل".[12]
- قال رئيس الوزراء الإسرائيلي بنيامين نتنياهو في تصريح صحفي تعقيبًا على العملية: "إننا سنصفي الحسابات مع منفذي العملية بأسرع وقت ممكن".[13]
- قال وزير الأمن القومي الإسرائيلي إيتمار بن غفير: "سنواصل بذل قصارى جهدنا لمحاربة المسلحين الفلسطينيين، وسأبذل قصارى جهدي لإصدار قانون عقوبة الإعدام بحقهم حتى ينالوا العقوبة الوحيدة التي يستحقونها".[13]

 الاتحاد الأوروبي:
- علق رئيس بعثة الاتحاد الأوروبي لدى إسرائيل ديميتر تزانتشيف على الهجوم قائلًا: "لقد صدمت وأحزنني هجوم إطلاق نار آخر في الضفة الغربية أسفر عن مقتل أب إسرائيلي لطفلين. خالص التعازي لأسرته. أدين هذا العمل الوحشي الجبان والوحشي! نقف معًا ضد الإرهاب الذي يجب أن يرفضه الجميع".[12]

 فلسطين:
- وصفت حركة حماس العملية بأنها "بطولية"،[14] وقال الناطق باسم الحركة حازم قاسم إن "عملية طولكرم بمثابة هزة حقيقية للوهم الذي يحاول أن يروجه الاحتلال عن قدرته على حسم المعركة، ولتعطي معنى إضافي عنوانه قدرة المقاومة في الضفة على مفاجأة الاحتلال والتصرف بطريقة جريئة وغير متوقعة"،[15] كما قال القيادي في الحركة عبد الحكيم حنيني إن العملية "رد طبيعي وبطولي على الاقتحام الهمجي الذي نفذه الاحتلال لمخيم نور شمس الليلة الماضية".[16]

- أشادت حركة الجهاد الإسلامي بالعملية، وقالت الحركة في بيان لها: "هذه العملية الشجاعة تمثل وفاءً من مقاومينا الأبطال باستمرار درب المقاومة على خطى الشهداء الذين رسخوا قاعدة الاشتباك، وردًا طبيعيًا ومشروعًا على جرائم الاحتلال التي تصاعدت بحق شعبنا والتي كان اَخرها في طولكرم ونابلس وجنين. جاءت العملية استجابة ميدانية وسريعة لردع المحتل المجرم وإيلامه في الزمان والمكان المناسبين، وتبعث برسالة قوية أن جرائم العدو المتواصلة بحق شعبنا لن تمر دون عقاب، وليعلم أنه لا أمان لجنوده ولا لمستوطنيه طالما استمر العدوان بحق أرضنا والمقدسات".[17]

- قالت الجبهة الشعبيّة لتحرير فلسطين أن "العملية تأتي في إطار الحق والرد الطبيعي للفلسطينيين على تكرار جرائم وعدوان الاحتلال بحق شعبنا وأسرانا، وفي إطار المعركة المفتوحة ضد وجود الاحتلال على أرضنا".[18]
- وصفت لجان المقاومة الشعبية الفلسطينية العملية "بالبطولية"، وقالت أن "العملية البطولية تثبت أن المقاومة جاهزة للرد على جرائم العدو الصهيوني المجرم، وأن إرهاب العدو وفاشيته بحق شعبنا لن يمر دون رد".[18]